# اردوکشی به سامسات
اردوکشی به سامسات از رویدادهای نخستین جنگ صلیبی بود که در نزدیکی سامسات به وقوع پیوست. در این اردوکشی بالدوین یکم تلاش کرد تا با تصرف سامسات مسیر ارتباطی ادسا به انطاکیه را امن ساخته و خطر ترکان سامسات که توسط امیر بالدوک فرماندهی می‌شدند را برطرف سازد. هرچند این اردوکشی با شکست روبرو شد ولی به علت جلوگیری از ادامه تاخت و تازهای ترکان به سوی شهر ادسا، توانست اعتبار خوبی برای بالدوین در نزد مردم ادسا فراهم آورد.

## پیش زمینه
تقریباً در روزهای سال نو، توروس که حکومتش سست و شکننده بود، اخبار جمع شدن شمار زیادی از ترکان به فرماندهی کربغا امیر موصل برای کمک به انطاکیه را شنیده بود و احتمال حملهٔ آنان به سرزمین‌های ارمنی نشین بر سر راهشان به سوی انطاکیه از جمله ادسا را می‌داد، پیکی به سوی بالدوین که هنوز در توربسل بود فرستاد و قصد داشت با اهدای هدایایی گرانبها و مقادیر زیادی پول از بالدوین به عنوان نیرویی مزدور استفاده کند ولی بالدوین شرط کرد که تنها در صورتی به ادسا خواهد رفت که به وسیله توروس به فرزندی پذیرفته و وارث او شناخته شود و در فرمانروایی سرزمین‌های توروس با او مشارکت کند و توروس ناچار به این شرایط تن داد. بالدوین در آغاز ماه فوریه همراه با هشتاد شوالیه از توربسل به سوی ادسا حرکت کرد ولی در مسیر، بالدوک، امیر ترکان سامسات یا باگرات در جایی از رود فرات که او قصد گذر از آن را داشت برایش کمین گذاشته بود. او سرانجام موفق شد از فرات گذشته و در ششم فوریه به ادسا برسد و مورد استقبال توروس و مردم شهر قرار گرفت. مراسم فرزندخواندگی مطابق با رسوم رایج ارامنه در کلیسای ارمنی شهر با رفتن بالدوین به زیر پیراهن سرخ رنگ توروس و همسرش برگزار شد.
بالدوک امیر سامسات از بزرگ‌ترین دشمنان مردم ادسا بود که علاوه بر باج ستاندن، همواره به قلمرو آنان هجوم برده و مزارع و احشام ارمنیان را غارت می‌کرد و می‌توانست ارتباط ادسا با سرزمین‌های غربی آن را در معرض خطر قرار دهد. بالدوین پس از مراسم و قرارگیری در جایگاه جانشینی توروس، از میان برداشتن امیر سامسات را نخستین هدف خود قرار داد و ارامنه نیز از این تصمیم استقبال کرده و با او همراه شدند. توروس نیز یکی از دست نشاندگانش به نام کنستانتین گارگاری را همراه آنان کرد.

## اردوکشی
لشکرکشی بالدوین به همراهی ارامنه از چهاردهم تا بیستم فوریه به درازا انجامید ولی به علت ضعف نظامی سربازان ارمنی که دائم در کمین سربازان ترک قرار می‌گرفتند، با دادن هزار نفر کشته، شکست خورده و عقب نشستند و تنها توانستند در میان راه دهکدهٔ ژان مقدس در نزدیکی سامسات را تصرف کنند. بالدوین نیمی از شوالیه‌های همراهش را در این دهکده مستقر کرد و آنان توانستند علاوه بر نظارت دائمی بر حرکات ترکان، جلوی تاخت و تاز آنان به سوی ادسا را نیز سد کرده و این نتیجه برای بالدوین، در نزد مردم ادسا اعتبار بیشتری فراهم کرد.